# Franciscus Sonnius

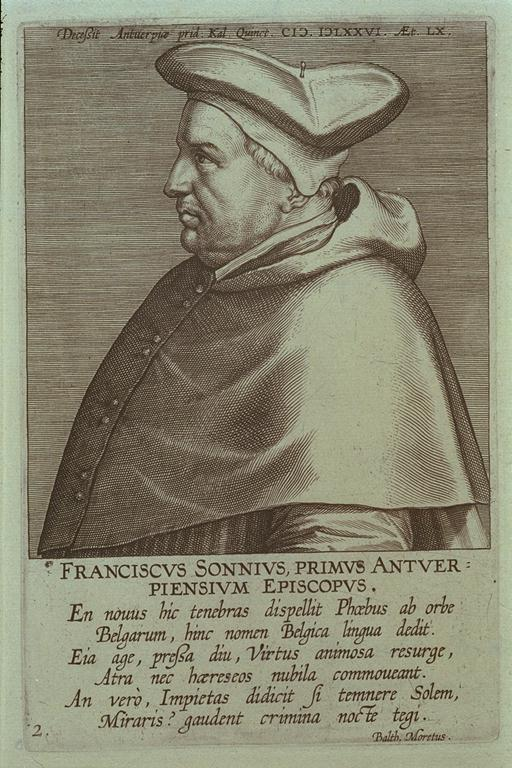
Franciscus Sonnius

Franciscus Sonnius (* 12. August 1506 in Son bei Eindhoven; † 29. Juni 1576 in Antwerpen; eigentlich Frans van de Velde) war der erste römisch-katholische Bischof von Antwerpen.
Franciscus Sonnius studierte in Löwen katholische Theologie und Philosophie. Er promovierte im Jahre 1539 zum Doktor der Theologie und war ab 1544 Professor für Kontroverstheologie an der Universität Löwen. Er versah von 1549 bis 1560 die Aufgabe eines Inquisitors und nahm ab 1551 als Vertreter der Universität Löwen und kaiserlicher Theologe am Konzil von Trient teil. 1557 nahm er am Religionsgespräch von Worms teil, 1558/59 hielt er sich im Auftrage Philipps II. zwecks Verhandlungen über neu zu errichtende Diözesen in Rom auf.
Am 10. März 1561 wurde Franciscus Sonnius zum ersten Bischof von ’s-Hertogenbosch ernannt. Die Bischofsweihe spendete ihm der Erzbischof von Mechelen, Antoine Kardinal Perrenot de Granvelle, erst im Jahr 1568.
Am 13. März 1570 wurde er zum ersten Bischof der Diözese Antwerpen ernannt.